# Conquest of the New World
Conquest of the New World (zu deutsch: Eroberung der Neuen Welt) ist ein rundenbasiertes Strategiespiel von Quicksilver Software aus dem Jahr 1996.

## Hintergrund
Hintergrund des Spiels ist die Entdeckung, Kolonialisierung und Eroberung der Neuen Welt durch die europäischen Königreiche Spanien, Portugal, Holland, Frankreich und Großbritannien. Die Europäer landen im Jahr 1493 mit Schiffen an unkartographierten Küsten Amerikas an, und entsenden Kundschafter, Soldaten und Siedler in die Neue Welt.
Auch lassen sich Indianer in Form von „Adelureinwohner“ (engl.: High Natives) spielen, die eine fiktive Hochkultur darstellen. Das Aussehen der Adelureinwohner lehnt sich stark an Prärie-Indianer an, deren Architektur ist ein Mix aus verschiedenen Stilen wie beispielsweise Pueblo-Häuser, während deren Hauptgebäude wie die Stufenpyramiden der Maya und Azteken aussehen.

## Spielprinzip
Die Spielmodi lassen sich vor Spielbeginn einstellen, zu wählen ist hierbei zwischen Punktespiel, Szenario oder „Endlosspiel“. Auch lässt sich unter anderem die Spielerfraktion mit Boni und die Neue Welt grob in Größe und Form anpassen.
Der Spieler beginnt bei Spielstart mit einem Schiff, einigen Kundschaftern und einem Offizier, dem ein paar Militäreinheiten angegliedert sind, auf einer zufallsgenerierten Karte, die Terra incognita ist. Zunächst muss man die Gegend erkunden, um den besten Standort für seine erste Kolonie zu finden. Das geeignete Siedlungsgebiet weist im Idealfall Wälder als Quelle für Holz auf, welches in Sägewerken verarbeitet wird, Gebirge für die Gold- und Metallgewinnung mittels Minen, Weideland für Farmen die Korn produzieren und eine Küste für einen Hafen bzw. Dock für den Seehandel mit dem Heimatland und Schiffsbau auf. Flüsse geben angrenzenden Produktionsgebäuden einen Produktionsbonus. Nach einigen Runden trifft ein weiteres Schiff aus der Heimat mit einer Gruppe Siedler, einem Kundschafter und einem weiteren Offizier mit ein paar Militäreinheiten ein. Den Siedlern muss man einen Platz zum Gründen einer Kolonie zuweisen und Gebäude errichten. Die Offiziere und Militäreinheiten lassen sich ihr als Garnison zuweisen.
Die Hauptsiedlung muss stufenweise ausgebaut und verteidigt werden, um dort neue Kundschafter, Soldaten und Siedler anzuwerben. Es gilt, weitere Kolonien zu gründen und Gebiete zu entdecken. Für das Entdecken und Benennen von Flüssen, Bergen und Regionen gibt es Siegpunkte. Fühlt sich der europäische Spieler militärisch stark genug und wird die Steuerlast zu groß, so kann er die Unabhängigkeit von seinem Heimatland ausrufen. Nach einigen Runden entsendet das Heimatland Armeen und greift die Kolonien an. Schafft es der Spieler mehrere solcher Angriffe abzuwehren, erlangt er die Unabhängigkeit und muss fortan keine Abgaben mehr ans Heimatland entrichten und kann zu besseren Konditionen mit Europa Handel treiben. Auch lässt sich während des Unabhängigkeitskampfes – wenn eine Schlacht bereits gewonnen wurde – als Zwischenstufe ein Commonwealth-Status fordern, bei dem der Spieler niedrigere Steuern auferlegt bekommt, und bessere Preise für seine Waren in Europa erzielt, aber keine eigene Diplomatie betreiben kann. Wenn der Spieler mit Commonwealth-Status erneut einen Unabhängigkeitskrieg beginnt, muss er nur noch zwei Schlachten gegen die Heimat gewinnen, um seine Unabhängigkeit zu erlangen.
Gefechte werden rundenweise auf einem 3 × 4 Felder großem Schlachtfeld ausgetragen. Der Kampf gilt als gewonnen, wenn die Feindarmee vernichtet wurde, sie sich zurückzieht oder das Feld mit der gegnerischen Flagge eingenommen wurde. Die Truppentypen bestehen aus Infanterie, Kavallerie und Artillerie (außer (Adel-)Ureinwohner), und können nach siegreichen Gefechten eine Stufe aufsteigen, wobei sie schlagkräftiger werden und schwerer zu vernichten sind. Offiziere erhalten nach siegreichen Schlachten Erfahrungspunkte, die sich auf jeweilige Fähigkeiten wie Anzahl der Angriffe, Truppengröße, Charisma (Moralwert) oder Marschreichweite verteilen lassen. In Militärakademien lassen sich Militärtechniken für die Kampfstärke der Truppentypen für den Angriff und die Verteidigung erforschen. Seeschlachten lassen sich lediglich zufallsgeneriert austragen.
Adelureinwohner können eine Konföderation ausrufen, bei der in der Nähe befindliche Indianerdörfer angreifen und die sich mittels Eroberung eingliedern, sprich föderieren lassen. Diese föderierten Dörfer bzw. Stämme entsenden fortan in einem gewissen Radius im Verteidigungs- und Angriffsfall Hilfstruppen an die Adelureinwohner. Die föderierten Stammeskrieger profitieren von der Militärforschung der Adelureinwohner, wodurch sich ihre Schlagkraft erhöht. Föderierte Indianerdörfer folgen der diplomatischen Linie der Adelureinwohner gegenüber den europäischen Mächten. Zudem werden durch die eroberten Dörfer größere Handelskapazitäten geschaffen.

## Deluxe Edition
1997 erschien die Conquest of the New World Deluxe Edition, welche einige Neuerungen wie etwa eine Minimap, einen Szenario-Editor, verbesserte Diplomatie, Handelsallianzen, spezielle Ressourcenquellen, bonibringende Gebäude und nationsspezifische Vorteile lieferte und ab MS-DOS 5.0 oder alternativ auf Windows 95 lief.

## Pressespiegel
Bewertungen in Computerspielezeitschriften:
- Power Play, Ausgabe 6/96: 79 %[1]
- PC Joker, Ausgabe 8/96: 71 %[2]
- PC Player, Ausgabe 6/96: 60 %[3]
- GameSpot: 8,5 von 10[4]